# Austrodecus fryi
Austrodecus fryi är en havsspindelart som beskrevs av Child, C.A. 1994. Austrodecus fryi ingår i släktet Austrodecus och familjen Austrodecidae. Inga underarter finns listade.